# Kawa po arabsku

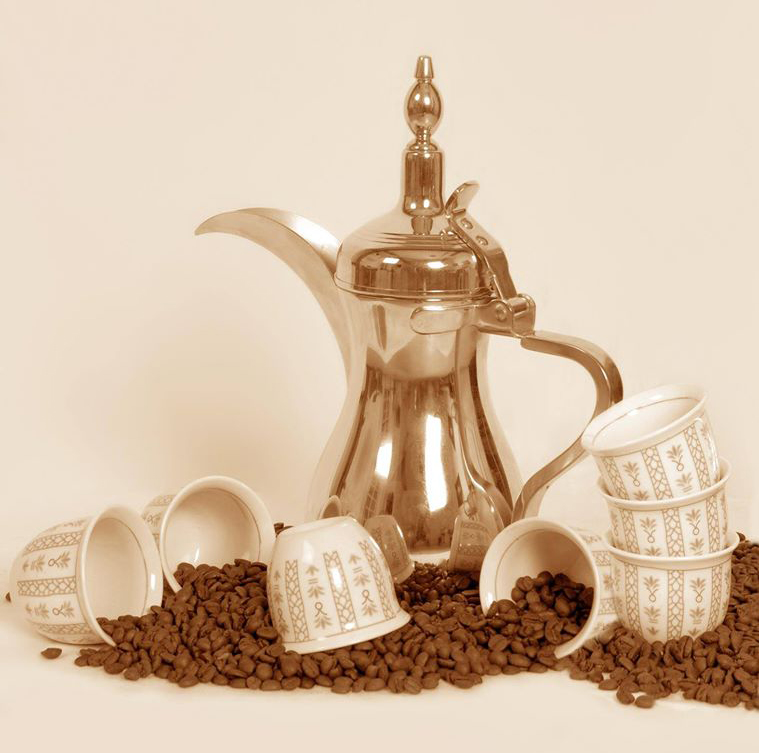
Dzbanek dalla z filiżankami findżan

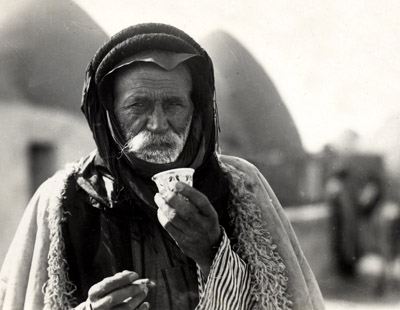
Beduin pijący kawę, 1930, północna Syria

Kawa po arabsku (arab. ‏قهوة عربية‎, qahwa ʿarabiyya) – tradycyjna metoda parzenia kawy arabskiej w krajach arabskich.
W 2015 roku zwyczaje związane z przyrządzaniem kawy po arabsku jako symbolu gościnności w Arabii Saudyjskiej, Katarze, Omanie i w Zjednoczonych Emiratach Arabskich zostały wpisane na listę niematerialnego dziedzictwa UNESCO.

## Przyrządzanie kawy po arabsku
Kawa po arabsku przyrządzana jest ze świeżo prażonych zielonych ziaren kawy arabskiej.
Przygotowywanie i podawanie kawy jest jednym z aspektów gościnności arabskiej. Tradycyjnie cały proces przygotowywania kawy odbywa się na oczach gości i ma charakter ceremonialny.
Ziarna kawy umieszczane są na żeliwnej, płaskiej patelni i prażone nad otwartym ogniem. Uprażone ziarna wsypywane są do miedzianego moździerza (hawun) i tłuczone miedzianym tłuczkiem. Po utłuczeniu kawa przesypywana jest do wielkiego miedzianego dzbanka (dalla al-lukma), dodawana jest woda, a dzbanek stawiany jest na ogniu. Po zaparzeniu napój jest przelewany do mniejszego dzbanka (dalla al-mizadż), z którego jest rozlewany do małych filiżanek (findżan) i serwowany do picia. Filiżanki są niewielkie o cylindrycznym kształcie, często bez uszek.
Osoba przygotowująca kawę (mukahwi) podaje kawę najpierw najważniejszemu lub najstarszemu z gości i dalej serwuje osobie po jego prawicy. Kawa nalewana jest do wysokości jednej czwartej filiżanki, a po wypiciu nalewana jest kolejna porcja. Poruszanie filiżanką na boki sygnalizuje, że pijący nie chce już kolejnej kawy. Z reguły pije się od jednej do trzech filiżanek. Kawa pita jest gorąca, niemieszana, 1–2 minuty po odczekaniu, aż fusy osiądą na dnie filiżanki.
Kawa po arabsku jest mocna, bez cukru i ma lekko gorzkawy smak. Czasami serwowana jest z dodatkiem kardamonu lub innych przypraw. Do kawy podawane są często daktyle.
Kawa podawana jest w madżlisach, gdzie zbiera się lokalna społeczność, podczas ślubów i innych uroczystości, a także w domach wczesnym rankiem, w południe i wieczorem podczas wizyt gości.